# Grimes (Iowa)
Grimes é uma cidade localizada no estado americano de Iowa, no Condado de Dallas e Condado de Polk.

## Demografia
Segundo o censo americano de 2000, a sua população era de 5098 habitantes.
Em 2006, foi estimada uma população de 7005, um aumento de 1907 (37.4%).

## Geografia
De acordo com o United States Census Bureau tem uma área de
23,3 km², dos quais 23,2 km² cobertos por terra e 0,1 km² cobertos por água. Grimes localiza-se a aproximadamente 259 m acima do nível do mar.

## Localidades na vizinhança
O diagrama seguinte representa as localidades num raio de 12 km ao redor de Grimes.